# Spencer Mountain
Spencer Mountain is een plaats (town) in de Amerikaanse staat North Carolina, en valt bestuurlijk gezien onder Gaston County.

## Demografie
Bij de volkstelling in 2000 werd het aantal inwoners vastgesteld op 51.
In 2006 is het aantal inwoners door het United States Census Bureau geschat op 63, een stijging van 12 (23.5%).

## Geografie
Volgens het United States Census Bureau beslaat de plaats een oppervlakte van
1,4 km², waarvan 1,3 km² land en 0,1 km² water.

## Plaatsen in de nabije omgeving
De onderstaande figuur toont nabijgelegen plaatsen in een straal van 8 km rond Spencer Mountain.